# Jeremiah Horrocks
Jeremiah Horrocks (Toxteth Park, 1618 – Toxteth Park, 3 gennaio 1641) è stato un astronomo britannico, nel 1639 è stato il primo a osservare un transito di Venere.
Il suo nome a volte si trova scritto come Jeremiah Horrox che è la forma latinizzata usata nei suoi scritti in latino.

## Biografia
Horrocks nacque a Toxteth Park, vicino a Liverpool, nel Lancashire. Suo padre era un agricoltore e lo zio un orologiaio; nella sua breve vita Horrocks fu sempre relativamente povero.
Nel 1632 si iscrisse all'Emmanuel College dell'Università di Cambridge, come sizar, uno studente che otteneva vitto e istruzione in cambio di servizi.

Nel 1635 lasciò l'Università senza laurearsi, probabilmente a causa della mancanza di denaro per continuare gli studi.
Non si conoscono molti altri dettagli della vita di Horrocks; secondo i racconti locali si manteneva finanziariamente guidando una curazia a Much Hoole, vicino Preston. Sempre in base a questi racconti viveva nelle proprietà della famiglia Stone, ricchi mercanti, e insegnava ai loro figli.
Horrocks morì all'improvviso il 3 gennaio del 1641, all'età di 22 anni; non se ne conosce la causa.

## Attività astronomica
A Cambridge ha conosciuto i lavori di Keplero, di Tycho Brahe e di altri. Già all'età di 17 anni, Horrocks aveva letto la maggior parte dei trattati astronomici dell'epoca trovando le debolezze e proponendo nuove linee di ricerca. È stato il primo a dimostrare che la Luna si muoveva in un'orbita ellittica attorno alla Terra, ha scritto un trattato sull'astronomia kepleriana e aveva cominciato a esplorare matematicamente le proprietà della forza che in seguito sarebbe diventata nota come gravità. Isaac Newton ha riconosciuto il lavoro di Horrocks definendolo il ponte che lo collegava ai lavori di Niccolò Copernico, Galileo, Brahe e Keplero.
Nelle Tabulae motum coelestium, redatte da Johan Philip Lansberg, era previsto per il 1639 un transito di Venere mancato di poco. Horrocks aveva osservato per molto tempo Venere e credeva che quei calcoli fossero imprecisi e che il transito ci sarebbe invece stato. I suoi calcoli prevedevano l'inizio del transito per le 15:00 del 24 novembre (del calendario giuliano ancora in uso in Inghilterra, 4 dicembre del moderno calendario gregoriano). Il tempo era nuvoloso, ma è riuscito ad osservare la piccola ombra di Venere intorno alle 15:15 e a seguirla per circa mezz'ora prima del tramonto. Horrocks ha avvisato del transito anche il suo amico astronomo William Crabtree, che l'ha osservato dal distretto City of Salford della Grande Manchester.
Le osservazioni del transito hanno permesso ad Horrocks di stimare in modo più preciso le dimensioni e la distanza di Venere, che al tempo si credeva fosse più grande della Terra. E anche di stimare la distanza tra la Terra e il Sole in 95 milioni di chilometri, molto lontana dalla misura odierna che è di 150 milioni di chilometri, ma era pur sempre la misura più accurata del tempo.
Un trattato di Horrocks sul transito, Venus in sub sole visa, è stato pubblicato postumo da Johannes Hevelius a sue spese nel 1662. Il trattato ha riscosso grande interesse presso la Royal Society e ha rivelato anche la natura entusiastica e romantica di Horrocks, con commenti umoristici e versi poetici.
Horrocks ha dedicato energie anche nel complesso compito di determinare l'orbita della Luna. Ha correttamente ipotizzato che avesse un'orbita ellittica e non circolare come si credeva, e ha anticipato Newton nel suggerire l'influenza sulla sua orbita del Sole, oltre che della Terra.
Negli ultimi mesi di vita ha anche svolto studi dettagliati sulle maree nel tentativo di spiegare l'influenza lunare sul fenomeno.